# Cardenal Richelieu
Armand Jean du Plessis (París, 9 de septiembre de 1585-París, 4 de diciembre de 1642) fue un cardenal y estadista francés, además de duque de Richelieu, duque de Fronsac y par de Francia. Richelieu ejerció una enorme influencia en asuntos civiles y religiosos, y llegó a ser conocido como la Eminencia Roja (en francés: l'Éminence Rouge), término derivado del tratamiento de Su Eminencia que se le da a los cardenales y sus tradicionales hábitos rojos. Fue ministro principal del rey Luis XIII de Francia entre 1624 y 1642. Sus principales objetivos, que cumplió en gran medida, fueron el establecimiento del absolutismo real en Francia y el fin de la hegemonía hispana-habsburgo en Europa.
Ordenado obispo en 1607, entró en política y fue nombrado Secretario de Asuntos Extranjeros en 1616. Siguió ascendiendo tanto en la jerarquía de la Iglesia católica como en la del Reino de Francia, hasta alcanzar la dignidad cardenalicia en 1622, y el cargo de ministro principal del rey Luis XIII en 1624. Conservó el cargo hasta su muerte en 1642, cuando fue sucedido por el también cardenal Julio Mazarino, cuya carrera había impulsado Richelieu. Richelieu se vio envuelto en una amarga disputa con María de Médici, madre del rey y antigua aliada cercana suya.
Como ministro principal, buscó consolidar el poder de la monarquía francesa luchando contra las diversas facciones internas. Para contrarrestar el poder de la nobleza, transformó Francia en un fuerte Estado centralizado. Su política exterior fundamental fue contrarrestar el poder de la dinastía austrohispánica de los Habsburgo, entonces reinante en España y en el Sacro Imperio Romano Germánico. Para ello, aun siendo un ministro católico, y a pesar de haber suprimido las rebeliones hugonotes de la década de 1620, no dudó en aliarse con estados protestantes como el Reino de Inglaterra o las Provincias Unidas de los Países Bajos para alcanzar dicho objetivo. Fue particularmente notoria su intervención en la guerra de los Treinta Años, que terminó con la Paz de Westfalia. Si bien fue una poderosa figura política por derecho propio, acontecimientos como el Día de los Engañados en 1630 demostraron que el poder de Richelieu dependía aún de la confianza del rey.
Su apoyo a la expansión ultramarina le hizo fundar asentamientos en Nueva Francia, Guadalupe, Guayana, Martinica, Senegal, Madagascar y Reunión.
Como egresado de la Universidad de París y provisor de la Sorbona, ordenó la renovación y la ampliación de la institución. Richelieu fue también famoso por su mecenazgo del arte y por fundar la Académie française, institución encargada de regular y perfeccionar el idioma francés. Como defensor de Samuel de Champlain y de la Nueva Francia, fundó en 1627 la Compagnie des Cent-Associés; también negoció el Tratado de Saint-Germain-en-Laye de 1632 en virtud del cual la ciudad de Quebec volvió al dominio francés después de que corsarios ingleses la capturaran en 1629 durante la Guerra anglo-francesa. Fue nombrado duque de Richelieu en 1629.

## Biografía

### Primeros años
Nacido en París en 1585, Richelieu era el cuarto de seis hermanos y el tercer hijo varón. Su familia provenía de la nobleza. Su padre, François du Plessis, señor de Richelieu, fue gran preboste de Francia; su madre, Suzanne de La Porte, era hija de un prestigioso abogado del Parlamento de París. Su padre murió cuando solo tenía cinco años, durante las guerras de religión de Francia, dejando a la familia en una delicada situación económica. A la edad de nueve años, el joven Richelieu fue enviado al Colegio de Navarra, en París, y más tarde ingresaría en la Academia de Pluvinel para seguir su formación como gentilhombre y militar.
Por cesión de Enrique III de Francia en 1584 al gran preboste, la familia du Plessis disponía del obispado de Luçon. Tras la muerte del último obispo (tío abuelo de Armand-Jean), la ciudad contaba con un obispo interino en espera de que su hermano Alphonse ocupara ese puesto. Pero Alphonse, de carácter un tanto extraño, rechazó convertirse en obispo de Luçon e ingresó en un convento como cartujo. Armand-Jean tuvo que abandonar la carrera militar que tanto quería, debido a problemas de salud, consistentes en graves fiebres, para reemplazar a su hermano. Era un cambio muy brusco en el rumbo de su carrera, pero no lo dudó.
En 1606, Enrique IV nombró a Richelieu obispo de Luçon. Como aún no tenía la edad mínima requerida, fue necesario un viaje a Roma para obtener una dispensa del papa. Una vez obtenida esta en abril de 1607, Richelieu fue consagrado obispo. Poco después de tomar posesión efectiva de su diócesis, en 1608, Richelieu ya se mostraba como un activo obispo comprometido con las reformas propuestas por el Concilio de Trento celebrado entre 1545 y 1563.
Fue por esta época cuando Richelieu conoció a François Leclerc du Tremblay (más conocido como "Père Joseph" o "Padre José"), un fraile capuchino, que se convertiría en su hombre de confianza. Más tarde, por esta cercanía al cardenal, así como por el color gris de sus hábitos, se le conoció con el sobrenombre de l'Éminence grise ("la eminencia gris"). Con el tiempo, el padre Joseph colaboraría con Richelieu como negociador y diplomático.

### Ascenso al poder
En 1614, Richelieu, que resultó ser un importante defensor de los intereses y del poder político de los obispos al oponerse al cobro de impuestos a la Iglesia, consiguió hacerse elegir por el clero de Poitou como diputado a los Estados Generales, además de defender las reformas introducidas en la Iglesia por el Concilio de Trento, con la oposición de la burguesía. En esta ocasión, fue elegido por María de Médici como portavoz del clero en la sesión de clausura y su discurso le valió las simpatías de la reina madre. En noviembre de 1615, Richelieu es nombrado por la madre del rey limosnero de la futura joven reina Ana de Austria, esposa de Luis XIII. En 1616 es nombrado secretario de Estado para el Exterior y la Guerra, cargo que desempeñará sólo durante cinco meses, hasta la caída del favorito Concino Concini.

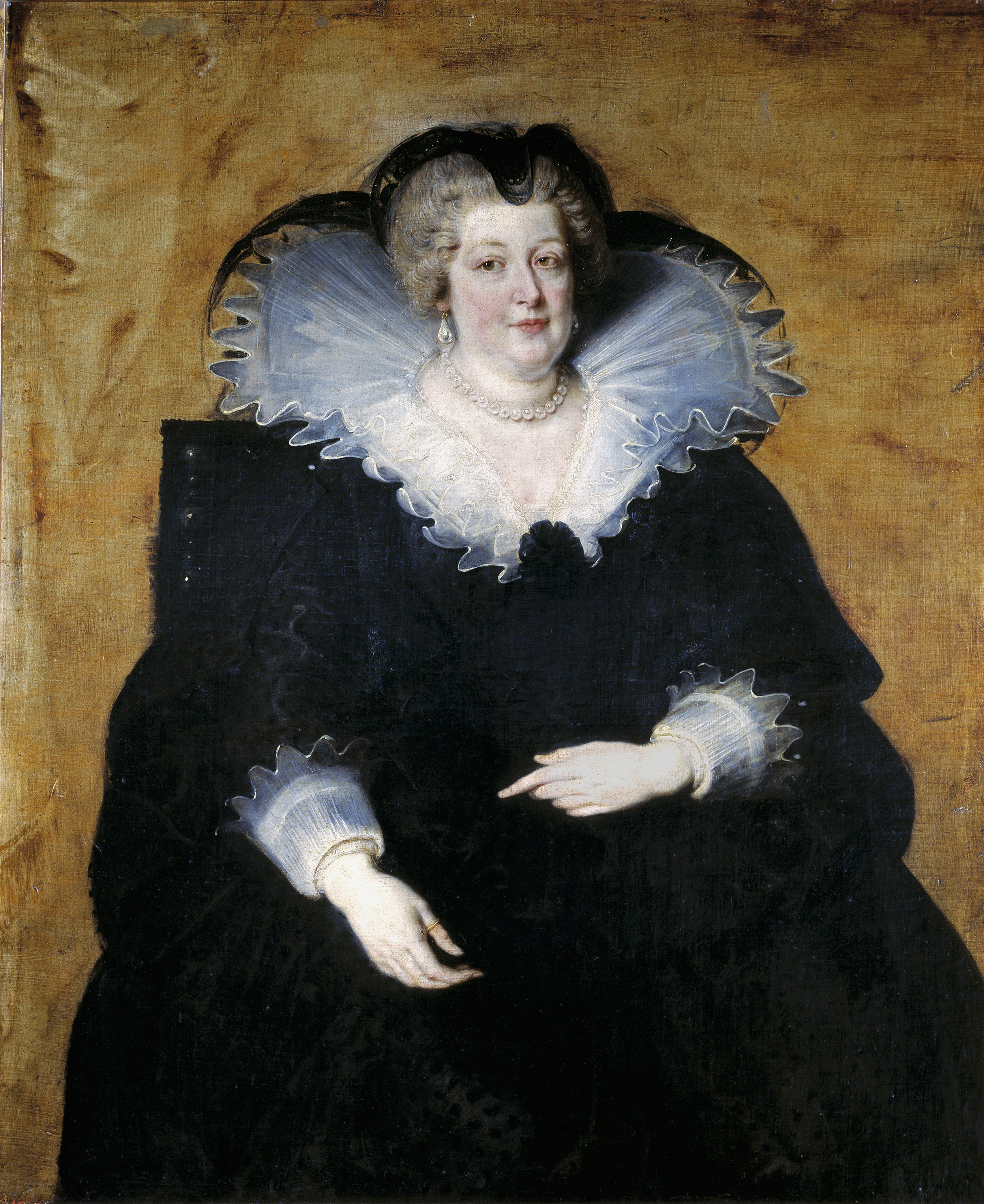
María de Médici, por Peter Paul Rubens (1622).

Richelieu había prosperado al servicio de Concino Concini, principal ministro del reino y favorito de María de Médici por aquel entonces. Igual que Concini, el obispo de Luçon se convirtió en uno de los más cercanos consejeros de María de Médici. La reina madre, que había sido regente durante la minoría de edad de Luis XIII, continuó manteniendo el poder efectivo tras la coronación y la declaración de mayoría de edad de su hijo en 1614. Su política era impopular en varias regiones de Francia, provocando diversas rebeliones entre los grandes del reino y numerosas intrigas contra ella y contra Concini. El principal instigador de la caída de Concini fue Charles de Luynes, halconero real y favorito del joven rey. En abril de 1617, aconsejado por Luynes, Luis XIII ordenó el arresto de Concini y su asesinato si oponía resistencia, como fue el caso. Muerto Concini, María de Médici perdió todo su poder y fue exiliada de la Corte. Con su protector muerto, Richelieu fue destituido como secretario de Estado y expulsado de la Corte, acompañando a la reina madre en su exilio a Angulema. Debido a las sospechas del rey sobre sus intrigas para devolver a María de Médici al poder, Richelieu fue exiliado en 1618 a Aviñón, por entonces territorio papal, donde escribió un catecismo titulado L'Instruction du chrétien («La Instrucción del Cristiano»).
En 1619, estando ausente Richelieu del entorno de la reina madre, María de Médici escapa por una ventana de su confinamiento en el Castillo de Blois y dirige una rebelión aristocrática. El rey Luis XIII y el duque de Luynes piensan entonces en Richelieu para aconsejar prudentemente a la reina y le encargan negociar con ella. Esta mediación cristalizó en el Tratado de Angulema en 1620, garantizando la libertad de María de Médici, su pertenencia al Consejo Real y la paz con su hijo.
Con la muerte en 1621 del duque de Luynes, Richelieu comenzó la lenta rehabilitación y acercamiento al poder. Ese año el rey lo propuso como cardenal al papa Gregorio XV, quien accedió el 19 de abril de 1622. Poco antes, el 16 de ese mismo mes, había sido nombrado primer ministro de Francia. Tras ser nombrado miembro del Consejo Real el 29 de abril de 1624, maniobró contra el entonces principal ministro, Charles de La Vieuville, que fue arrestado por corrupción ese mismo año en agosto, dejando a Richelieu vía libre para ejercer de principal ministro posteriormente. Por el momento, los poderes del destituido se repartieron entre Marillac y Champigny. Las diversas crisis por las que atravesaba Francia, incluyendo una revuelta hugonote, hicieron del nuevo ministro cardenal un consejero indispensable para el rey.

### Etapa de primer ministro
La política del Cardenal se centraba en dos metas: centralizar el poder en Francia y neutralizar a los Habsburgo, reinantes en España y Alemania. Para ello, se alió con las rebeldes Provincias Unidas, en guerra con España, y apoyó a los Estados protestantes alemanes que se enfrentaban a los Habsburgo en la guerra de los Treinta Años. Asimismo buscó un acercamiento con Inglaterra, logrando acordar el matrimonio entre Enriqueta María, hermana del rey, y el futuro Carlos I de Inglaterra.
Al poco de ser nombrado primer ministro, se enfrentó a la crisis de la Valtelina, un valle en Lombardía (norte de Italia). Para combatir la influencia de los Habsburgo (que controlaban el Milanesado) e impedir que este estratégico valle cayera en manos españolas, Richelieu apoyó a los protestantes suizos del cantón de los Grisones, que también lo reclamaban. Richelieu desplegó tropas en Valtelina que expulsaron a las guarniciones papales. Este apoyo a una potencia protestante frente al papa le ganó numerosos enemigos en la católica Francia.

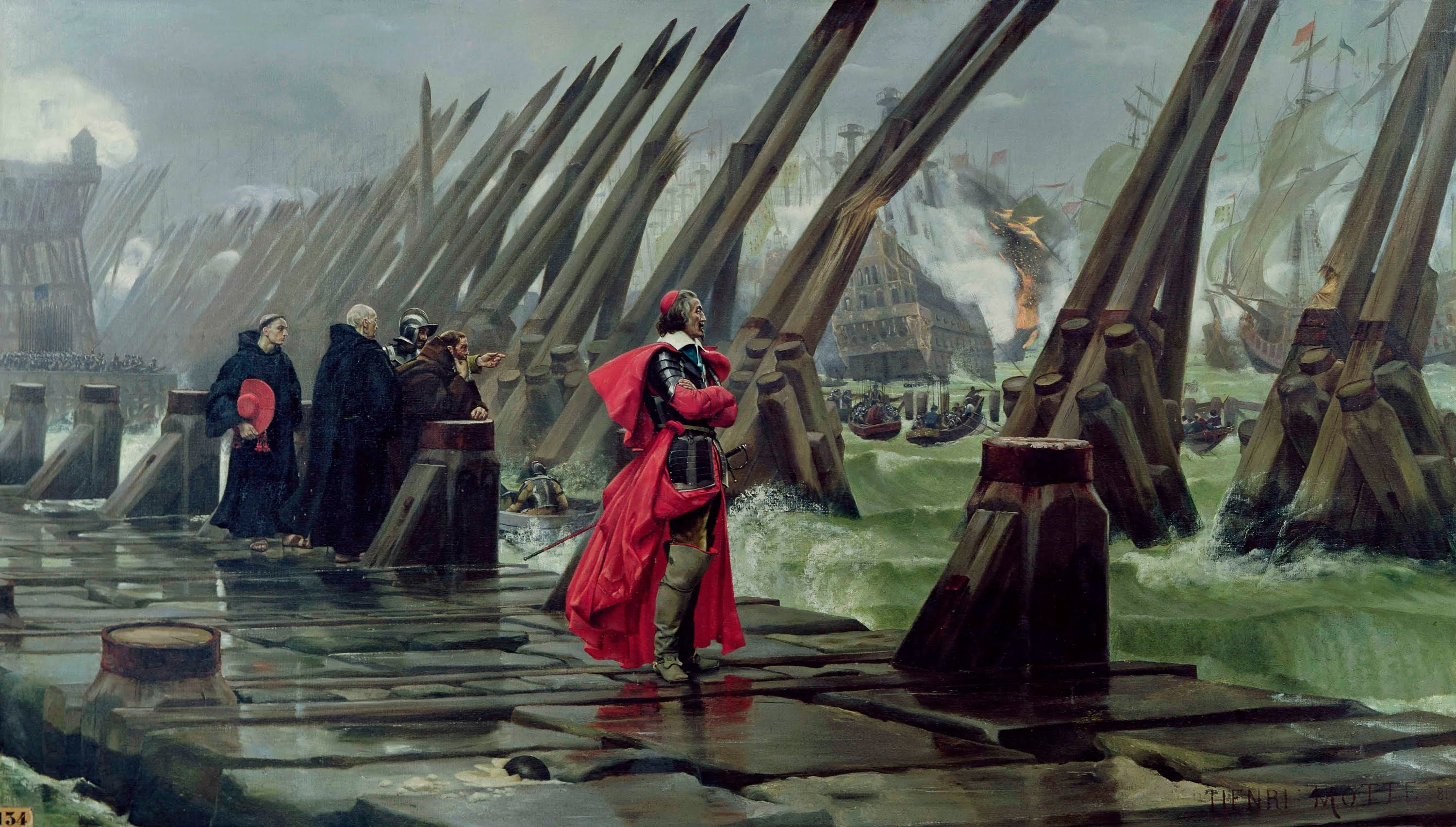
El Cardenal Richelieu en el sitio de La Rochelle, pintura romántica de Henri-Paul Motte (1881).

Para consolidar el poder en Francia, el Cardenal suprimió el poder de la nobleza feudal con medidas como la abolición del cargo de condestable de Francia en 1626, o la destrucción de todas las fortalezas interiores del país (con la excepción de aquellas que se encontraban en la frontera y eran necesarias para la guerra). Esta última medida dejó a los duques y condes del país sin defensas contra el rey en una hipotética rebelión. Estas medidas le granjearon el odio de la nobleza.
Otro obstáculo para la centralización del poder fue la división religiosa de Francia. Los hugonotes, una facción protestante, disponían de una importante fuerza militar y se habían rebelado con el apoyo del rey Carlos I de Inglaterra. En 1627, Richelieu ordenó al ejército real el asedio de la plaza de La Rochelle, al mando personal del cardenal. Las expediciones de socorro comandadas por George Villiers, primer duque de Buckingham, fracasaron, capitulando la ciudad en 1628.
A pesar de su derrota en La Rochelle, los hugonotes, liderados por Henri de Rohan, continuaron la lucha. En 1629 fueron derrotados de nuevo, aceptando la Paz de Alais, que permitió a los hugonotes continuar con su culto, como había sido garantizado por el edicto de Nantes, aunque Richelieu conseguía abolir sus fueros particulares. Rohan, a diferencia de la mayoría de los líderes rebeldes que se enfrentaron a Richelieu, no fue ejecutado, pasando a ser oficial del ejército francés.
Los Habsburgo españoles aprovecharon el conflicto interno francés para expandir su influencia en Italia. Para mantener ocupado al ejército francés, España financió a los rebeldes. Como respuesta, Richelieu, una vez ganada La Rochelle, lideró un ejército contra España en el norte de Francia.
En ultramar, como abogado de Samuel de Champlain y de la retención de Quebec, fundó la Compañía de la Nueva Francia y vio cómo Quebec, por medio del Tratado de Saint-Germain-en-Laye, volvía a manos francesas bajo Champlain, después de que el asentamiento fuese capturado por los hermanos británicos Kirke en 1629. Esto permitió en parte que la colonia desarrollara lo que sería el corazón de la francofonía en América del Norte.
Al año siguiente, la posición de Richelieu se vio seriamente amenazada por su antigua protectora, María de Médici, que creía que el Cardenal le había robado su poder político, y le exigió la dimisión. Luis XIII no era, en un comienzo, contrario a este curso de los acontecimientos, dadas sus pobres relaciones con el Cardenal. A pesar de este desagrado, el ministro fue capaz de convencerle. El 11 de noviembre de 1630, María de Médici y el hermano del rey, Gastón, duque de Orleans, apoyaron la propuesta real de dimisión. El rey, persuadido por Richelieu, pronto dio marcha atrás. Fue el único día que el rey estuvo a punto de acabar con su valido. Esta muestra de apoyo, no obstante, no acabó con el desagrado que sentía por él. Aprovechando que el rey necesitaba su apoyo, fue nombrado duque de Richelieu y par de Francia.
Entre tanto, María de Médici fue exiliada a Compiègne. Cuando ella y su hijo, el duque de Orleans, volvieron a conspirar contra el Cardenal, fracasaron. La nobleza fue definitivamente debilitada. La única rebelión seria fue la de Enrique, duque de Montmorency en 1632; Richelieu, decidido a terminar con la oposición, ordenó la ejecución del duque. Esta dureza por parte de Richelieu fue aplicada con la intención (y el resultado) de intimidar a sus enemigos. El cardenal creó asimismo una red de espías para mantener la seguridad.

### Guerra de los Treinta Años

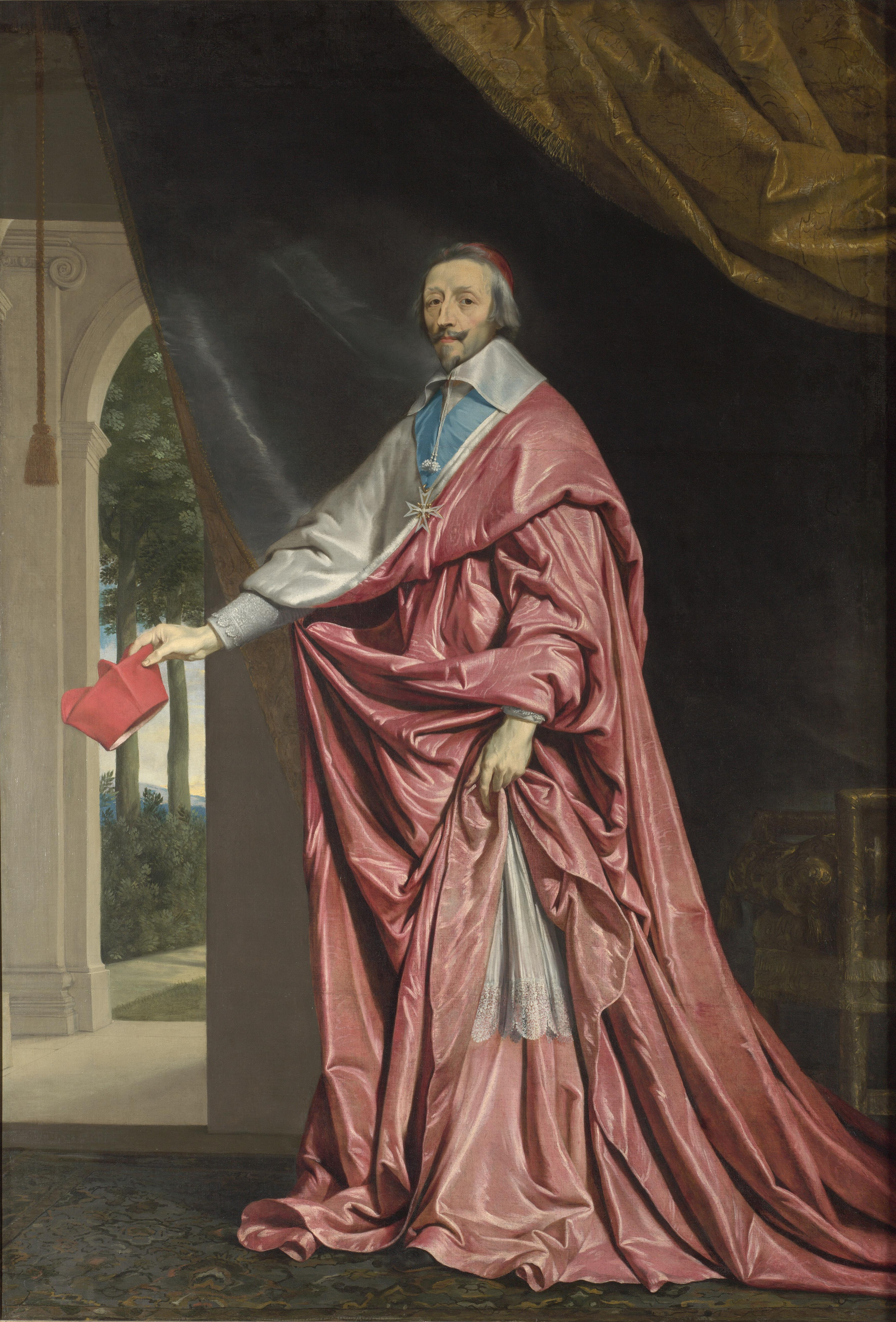
Retrato del cardenal Richelieu por Philippe de Champaigne (c. 1633, National Gallery, Londres).

Antes del ascenso al poder de Richelieu, la mayor parte de Europa se había visto envuelta en la guerra de los Treinta Años. Los estados de los Habsburgo habían vencido a sus oponentes protestantes, incrementando su poder. Richelieu, alarmado por la influencia de Fernando II de Habsburgo, incitó a Suecia a intervenir. También aceptó prestar ayuda económica al rey Gustavo Adolfo II de manera encubierta, ya que Francia no estaba en guerra con el Sacro Imperio Romano Germánico. Mientras tanto, Francia y España continuaron con su enfrentamiento por el norte de Italia. Cuando en 1630 los embajadores franceses acordaron en Ratisbona la paz con los Habsburgo españoles, Richelieu se opuso y consiguió que Luis XIII no lo ratificara. El acuerdo habría prohibido las interferencias francesas en las hostilidades en Alemania.
Durante el inicio de la década de 1630, los príncipes protestantes alemanes lucharon contra las fuerzas católicas imperiales, y tras una serie de derrotas, en 1635 aceptaron la Paz de Praga. Francia se opuso a dicha paz, en la que los Habsburgo salían victoriosos, por lo que declaró la guerra al Sacro Imperio. Esta abierta alianza de Francia con los protestantes hizo que Richelieu fuera denunciado como un traidor de la Iglesia católica. La guerra fue inicialmente desfavorable a los franceses, con varias victorias a favor de España y de Austria que, tras la batalla de Corbie, amenazaban París. Sin embargo, no pudieron obtener una ventaja decisiva sobre los franceses, debido a la excesiva extensión en las líneas de avituallamiento y por miedo al estallido de otra bancarrota se decide abandonar la campaña y retirarse a la frontera. Ataques franceses sobre Italia y Cataluña obligan a replegarse a las fuerzas imperiales, las que, sin embargo, no obtuvieron un papel decisivo. Sin embargo, la sublevación de Cataluña dio una ventaja a los franceses, que reclamaron la soberanía sobre Cataluña. La guerra prosiguió en varios frentes hasta después de la muerte de Richelieu.
Los gastos militares pusieron en peligro las finanzas reales, por lo que Richelieu creó la gabela (impuesto sobre la sal) y la taille (impuesto sobre la tierra). El clero, la nobleza y la alta burguesía evitaron el pago, así que la carga recayó en los segmentos más pobres de la población. Para facilitar el cobro de estos impuestos y luchar contra la corrupción, el Cardenal reemplazó los recaudadores locales por intendentes (funcionarios al servicio de la corona). Esta política no fue muy bien aceptada, produciéndose varias revueltas entre 1636 y 1639 que fueron violentamente sofocadas.

### Muerte de Richelieu

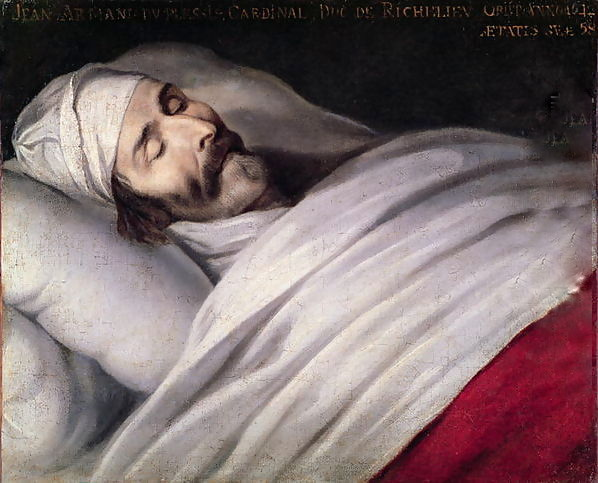
Richelieu en su lecho de muerte, pintura de Champaigne.

El cardenal Richelieu llegó a ser muy impopular en los últimos años de su vida. Antes de morir, recomendó al rey a su sucesor Mazarino. A su muerte dejó unos 20 millones de libras (fue uno de los hombres más ricos de su época y seguramente el más rico de la historia de Francia, con la única excepción de su sucesor el cardenal Mazarino). Richelieu legó un millón de libras al rey, quien murió pocos meses después, y para sus gatos dejó una casa y comida asegurada mediante una cuantiosa asignación económica, además de dos personas que se encargaran de sus cuidados.
Tras su muerte, el 4 de diciembre de 1642, el también cardenal Mazarino le sucedió en el cargo. Fue enterrado, de acuerdo con sus deseos, en la capilla de la Sorbona, en París.

### Profanación de su tumba
El 5 de diciembre de 1793, los revolucionarios saquearon la tumba colocada en la capilla de la Sorbona, a pesar de la intervención del arqueólogo Alexandre Lenoir. Los atacantes exhumaron el cuerpo del cardenal y a continuación lo decapitaron. Querían arrojar el cuerpo al río Sena, pero finalmente fue situado en los sótanos de la Sorbona, en calidad de fosa común, con los de varios miembros de su familia, incluido el mariscal de Richelieu.
La cabeza del cardenal fue llevada por un comerciante parisino llamado Cheval. Terminado el Terror, quizás arrepentido, ofreció con insistencia el cráneo del cardenal al padre Boshamp quien, a su muerte en 1805, lo legó a su vez al padre Nicolás Armez. Escondida en Saint-Brieuc, la reliquia volvió a la Sorbona el 15 de diciembre de 1866, durante una ceremonia fúnebre. En 1896, el historiador Gabriel Hanotaux tomó el cráneo para examinarlo una última vez antes de colocarlo en una caja sellada y cubierta con una capa de cemento, en un lugar secreto cerca de la tumba.

## Influencia del cardenal

### Francia

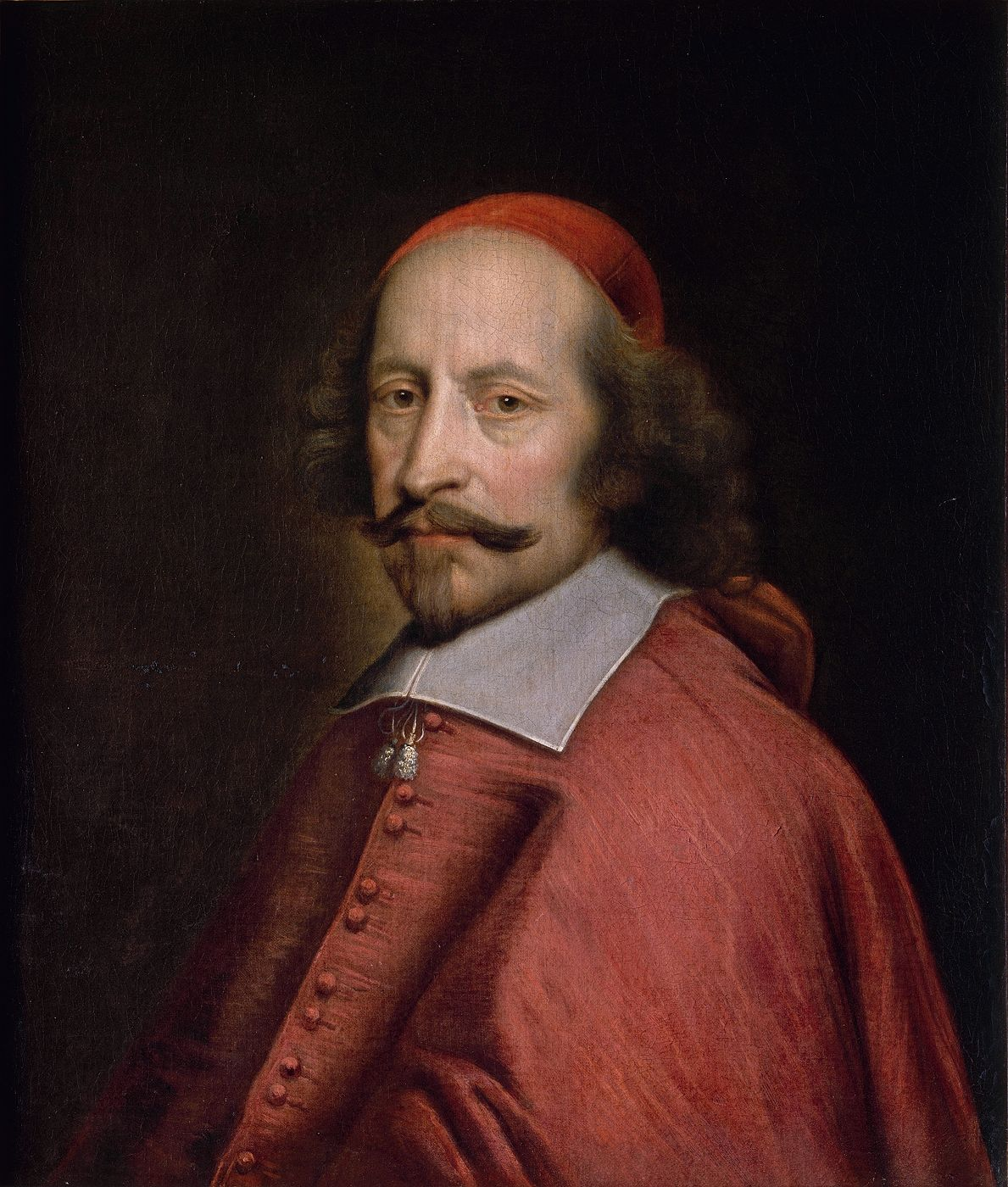
El cardenal Mazarino, sucesor de Richelieu. Retrato por Pierre Mignard.

La época de Richelieu fue un momento crucial de reforma en Francia. Al comienzo, la estructura política del país era básicamente feudal, con una nobleza poderosa y una gran variedad de leyes según los territorios. Las diferentes facciones nobles conspiraban periódicamente contra el rey, poseían sus propios ejércitos y se aliaban con potencias extranjeras. Esto dio paso a un Estado centralizado bajo el cardenal. Los intereses locales o religiosos fueron subordinados a los nacionales, representados por el rey.
Este período fue igualmente clave en política exterior para Francia, que, bajo la dirección de Richelieu, contuvo la influencia de los Habsburgo. Richelieu no sobrevivió para ver el final de la guerra de los Treinta Años que, sin embargo, terminó con la decadencia del Sacro Imperio y el ascenso de Francia.
Los éxitos del Cardenal fueron muy importantes para el sucesor de Luis XIII, Luis XIV. Este continuó la obra de Richelieu, creando una monarquía absoluta, promulgando leyes en contra de la antaño poderosa aristocracia y eliminando todo rastro del poder hugonote con el Edicto de Fontainebleau. Luis XIV llevaría a cabo una exitosa política exterior gracias a su victoria en la Guerra de los Treinta Años, que estableció la hegemonía francesa. Dicha hegemonía perduraría hasta el fin del siglo XVII.
Richelieu sentó las bases del futuro Imperio colonial francés y de la posición como potencia en Europa que ocupa actualmente.
Por estos argumentos, Richelieu es una personalidad histórica en Francia, al ser uno de los creadores de su espíritu nacional. Ha dado su nombre a una clase de navíos de guerra y a un portaaviones que luego sería renombrado Charles de Gaulle.
Su legado es también importante para el mundo entero: sus ideas de una nación fuerte y con una política exterior agresiva fueron la base de los Estados modernos. Las actuales nociones de Estado, soberanía nacional e internacional derivan de sus teorías aplicadas en la Paz de Westfalia.
En su honor, una de las salas del Museo del Louvre lleva su nombre.

### Críticas

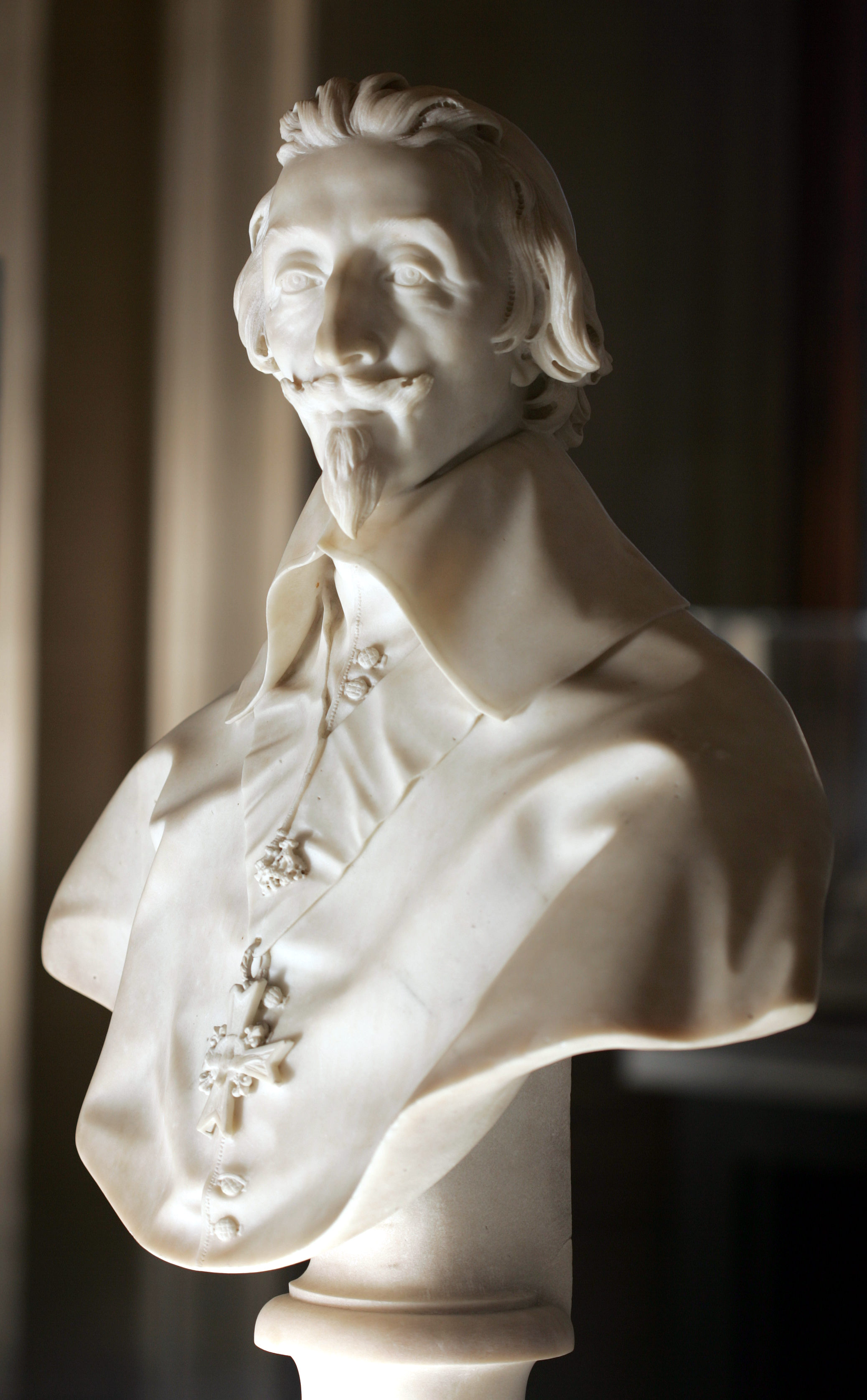
Busto del cardenal Richelieu, obra de Gian Lorenzo Bernini (1641). Museo del Louvre.

Richelieu es asimismo conocido por la manera autoritaria que usó para conservar el poder. Algunas de las acciones que realizó para este fin fueron la censura de la prensa, la creación de una red de espionaje interior, la prohibición de la discusión de asuntos políticos en asambleas públicas, como el Parlamento de París (una corte de justicia), y la persecución y ejecución de rivales políticos. El historiador y filósofo canadiense John Ralston Saul se refirió a Richelieu como «el padre del Estado moderno, el poder centralizado [y] de los modernos servicios secretos». Los motivos del Cardenal han sido foco de debate entre historiadores; mientras que unos lo ven como un patriota monárquico, otros lo consideran como un cínico hambriento de poder (Voltaire incluso defendió que Richelieu provocó guerras para ser indispensable al rey).

### Alejandro Dumas
La imagen posterior de este personaje se debe, sin embargo, al trabajo de Alejandro Dumas, autor de Los tres mosqueteros, novela que describe al cardenal como un ministro codicioso y hambriento de poder, pero con un fondo de carácter noble y grande, como se aprecia al final de la novela y en la secuela Veinte años después. Las diversas adaptaciones de esta obra han dado unos personajes aún más deformados, como en la película Los tres mosqueteros (1993), que lo muestra como un villano de cuento, sin ningún rasgo favorable.
A pesar de su escasa popularidad, Richelieu ha sido ante todo uno de los más hábiles políticos de la historia. Sus actos siempre miraban la salvaguarda de los intereses del Estado. Se puede considerar un digno heredero de Maquiavelo. Trabajaba veinte horas al día, a pesar de sus dolencias crónicas.
Si bien durante la primera novela de las conocidas novelas de D'Artagnan, Los tres mosqueteros, el cardenal es retratado como un ser malicioso y sumamente astuto, en la posterior novela de la misma, Veinte años después, Richelieu es permanentemente citado como un gran hombre. El personaje de Athos se refiere a él, delante de la tumba del rey Luis XIII, en los siguientes términos: 

Esta frágil sepultura fue la de un hombre débil y sin grandeza, cuyo reinado fue abundante, sin embargo, en acontecimientos de inmensa trascendencia, porque sobre ese rey velaba el espíritu de otro hombre, así como esa lámpara vela sobre el féretro y lo ilumina. Este hombre era el verdadero rey, Raúl; el otro era sólo un fantasma a quien prestaba su alma. Y tanto poder tiene la majestad monárquica entre nosotros, que ni siquiera se ha concedido al que gobernó realmente, una tumba a los pies de aquél por cuya gloria sacrificó su vida; porque ese hombre, Raúl, tenedlo presente, hizo pequeño al rey, engrandeció la soberanía, y en el palacio del Louvre hay dos cosas distintas: el rey, que es mortal, y la soberanía, que es inmortal. Ya pasó aquel reinado, Raúl; ya bajó al sepulcro ese ministro tan temido, tan obedecido de su amo, al cual arrastró en pos de sí, sin dejarle vivir solo, temiendo, seguramente, que destruyese su obra, porque un rey no edifica más que cuando le anima Dios o el espíritu de Dios. Entonces, no obstante, consideraron todos la hora de la muerte del cardenal como la de la libertad, y yo mismo (tan errados son los juicios de los contemporáneos) he desaprobado a veces los actos de ese gran hombre que tenía en sus manos el destino de Francia, y que abriéndolas o cerrándolas podía ahogarla o dejarla respirar a su albedrío [...].
Athos, Veinte años después

### Arte y cultura

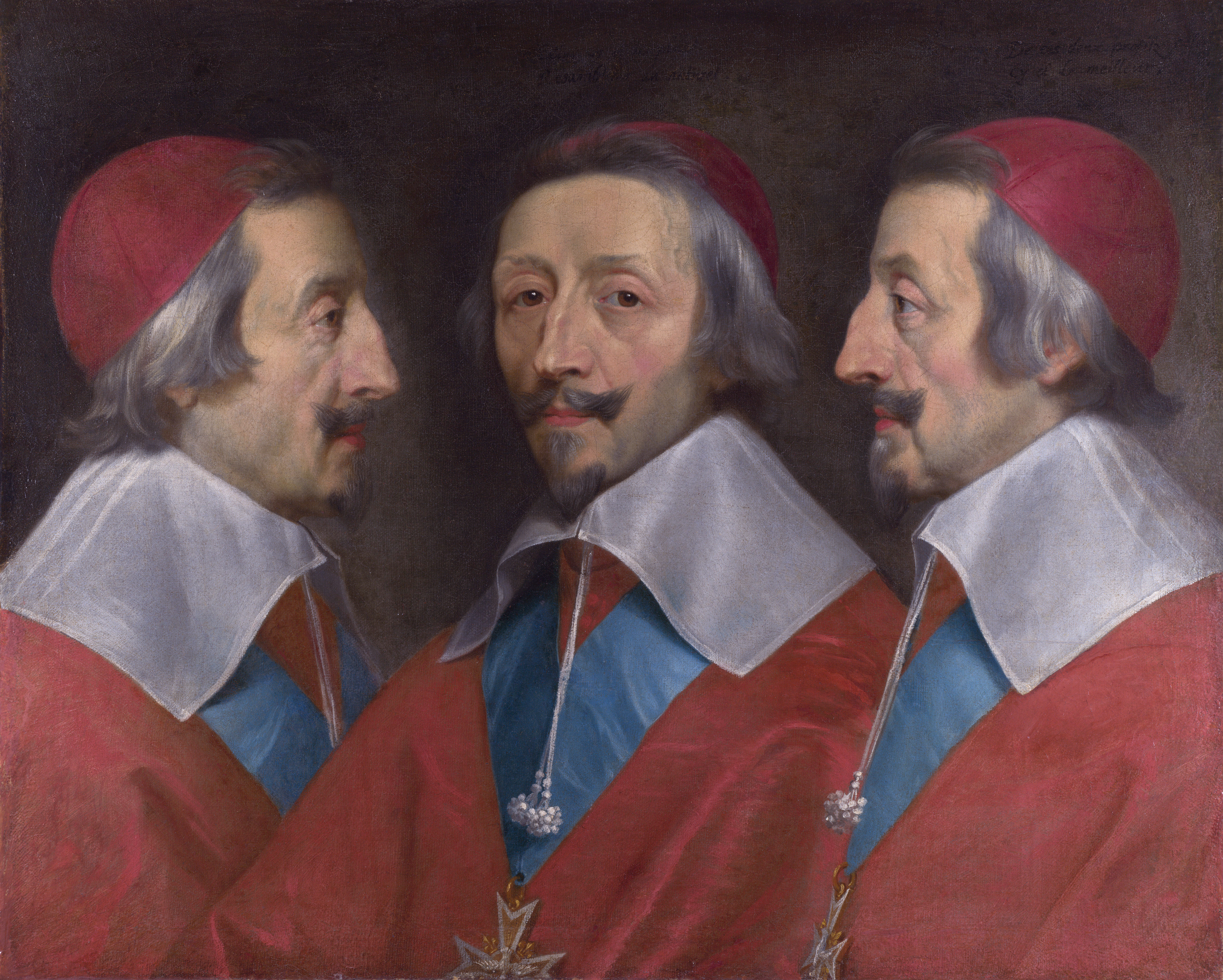
Retrato triple del Cardenal Richelieu, por Philippe de Champaigne (probablemente 1642). National Gallery de Londres.

Richelieu fue un famoso protector del arte. Él mismo, autor de varios escritos religiosos y políticos (el más famoso, su Testamento Político), financió a numerosos escritores. Amante del teatro, que en esa época no era considerado respetable, patrocinó a escritores como Pierre Corneille. El Cardenal fundó asimismo la Académie française, la principal sociedad literaria francesa. Aunque esta ya existía de forma no oficial, en 1635 Richelieu le consigue patente oficial. La Académie Française, compuesta de cuarenta miembros, promueve el francés y su literatura, siendo todavía hoy en día la autoridad competente en esa materia. La protección de Richelieu fue asumida, en 1672, por el rey de Francia.
En 1622, Richelieu fue elegido proviseur, o director de la Sorbona. Durante su mandato, se renovaron los edificios de la institución. Como obispo de Luçon, su estatua permanece en las afueras de la catedral.
Richelieu también se construyó un palacio en París, el Palais-Cardinal, en el que intervino como decorador el pintor Philippe de Champaigne, quien además ostentaba la exclusiva para realizar sus retratos (pintó once). El palacio, renombrado Palais Royal después de su muerte, es ahora la sede del Tribunal Constitucional de Francia, del Ministerio de Cultura y del Consejo de Estado. El arquitecto Jacques Lemercier también fue contratado para construir un castillo y una ciudad en Indre-et-Loire (a día de hoy, la ciudad y el castillo de Richelieu). En el castillo, Richelieu reunió una de las mayores colecciones de arte de Europa, entre otras con las dos esculturas de Esclavos (del italiano Miguel Ángel Buonarroti) y pinturas de Pedro Pablo Rubens, Nicolas Poussin y Tiziano.
Todos los clérigos de la Iglesia católica, desde el momento de su ordenación subdiaconal, tienen el deber «sub gravi» de recitar el Oficio Divino, esto es, las siete horas canónicas del día que se encuentran en el Breviarium Romanum (maitines, laudes, tercia, sexta, nona, vísperas y completas). A modo de curiosidad anecdótica se conoce que el cardenal de Richelieu, durante el tiempo apoteósico de su valimiento, sin embargo, llegó a ingeniar una forma particular de cumplir con su obligación canónica. A fin de disponer de cuarenta y ocho horas sin interrupción, Richelieu, en las últimas horas del día, rezaba de seguido las siete horas canónicas; y una vez que el reloj de palacio sonaba las doce, rezaba a continuación todas las horas del nuevo día. Así lograba el cardenal disponer de dos jornadas que dedicar enteramente a la política sin preocupación alguna de incumplir sus deberes clericales. Por su originalidad, en la actualidad es esta una anécdota ampliamente conocida entre el clero de Francia.

## Representación en medios

### Cine
| Año  | Título                 | Actor           |
| ---- | ---------------------- | --------------- |
| 2011 | Los tres mosqueteros   | Christoph Waltz |
| 1993 | Los tres mosqueteros   | Tim Curry       |
| 1974 | Los cuatro mosqueteros | Charlton Heston |
| 1973 | Los tres mosqueteros   | Charlton Heston |
| 1948 | Los tres mosqueteros   | Vincent Price   |

### Serie de televisión
| Año  | Título         | Actor         |
| ---- | -------------- | ------------- |
| 2014 | The Musketeers | Peter Capaldi |

### Serie de animación
| Año  | Título                                              | Actor                             |
| ---- | --------------------------------------------------- | --------------------------------- |
| 1981 | D'Artacán y los tres mosqueperros (Wanwan Sanjushi) | Rafael de Penagos / Makoto Terada |